# François Baudot
Ne doit pas être confondu avec François-Xavier Baudot.
Pour les articles homonymes, voir Baudot.
François Baudot, né le 30 janvier 1949 dans le 9e arrondissement de Paris, ville où il est mort le 5 mai 2010 dans le 7e arrondissement, est un journaliste de presse écrite et écrivain français.

## Biographie
François Baudot travaille comme architecte d'intérieur de 1975 à 1980. Il collabore régulièrement aux magazines Elle et Elle décoration dont il devient conseiller de rédaction.
Fin 1976, il ouvre, à la place d'un cinéma désaffecté, la Main Bleue à Montreuil, avec Jean-Michel Mouillac et Philippe Starck qui décore les  1 200 m2 du lieu ; celui-ci doit s'appeler le King Kong Club ou la Main Rouge avant que son nom définitif soit décidé. Après des débuts difficiles, l'endroit devient à la mode, bénéficiant d'articles de presse dans Façade, Playboy ou Le Matin de Paris et voyant passer une clientèle hétéroclite de plusieurs milliers de personnes. Dans les années 1980, proche de Fabrice Emaer, il est un pilier du club parisien Le Palace.
Fin 2009, François Baudot, qui est un ami de Carla Bruni-Sarkozy et le parrain de son fils, est nommé inspecteur général de l'administration au Ministère de la Culture. Le magazine Le Point y voit un « parachutage ».
François Baudot se suicide le 7 mai 2010 à l'âge de 61 ans.
François Baudot possédait le pouvoir d'être riche, mais il n'aimait que « l'art d'être pauvre », le titre de son dernier ouvrage, son programme et son testament.

« Peu d’hommes auront à ce point senti leur temps et l’auront si puissamment détesté. »

— Bernard-Henri Lévy, Le Point, 11 mai 2010
.

## Œuvre
Après avoir écrit une trentaine d'ouvrages sur la mode — dont sur Chanel ou Alaïa —, l'art, le design, les arts décoratifs, Baudot publie son premier et seul roman chez Grasset en mai 2009 : L'art d'être pauvre. Celui-ci, essentiellement autobiographique, narre son enfance, sa jeunesse, et ses années Palace.

## Publications
- François Baudot, Alaïa, Paris, Assouline, coll. « Mémoire de la mode », novembre 1998 (1re éd. juin 1996 (Thames & Hudson)), 79 p. (ISBN 978-2908228564)
- François Baudot, Elsa Schiaparelli, Éditeur Assouline, 1998,  (ISBN 978-2843230004)
- François Baudot, L'Art d'être pauvre, Grasset, 2009,  (ISBN 978-2246689614)

## Filmographie
- 1985 : La Nuit porte-jarretelles, de Virginie Thévenet
- 1987 : Jeux d'artifices, de Virginie Thévenet : Le notaire
- 1999 : Le Derrière, de Valérie Lemercier : Jacques, l'ami du brunch
- 2004 : Quand je serai star, de Patrick Mimouni : Stéphane